# ザ・スリム・シェイディ LP
The Slim Shady LPは、アメリカ出身の白人ラッパー・エミネムの2番目のスタジオアルバムで、1999年の2月23日にインタースコープ・レコードとドクター・ドレー率いるアフターマス・エンターテインメントからリリースされた。メジャー・レーベルでのデビューアルバムである。

## 解説
このアルバムは、2000年のグラミー賞のベスト・ラップ・アルバム部門と、収録曲「My Name Is」によるラップ・ソロ・パフォーマンス部門の受賞で二冠を達成した。
『ローリング・ストーン誌が選ぶオールタイム・ベストアルバム500』に於いて、275位にランクイン。「Just Don't Give A Fuck」のサビには2パックが参加している。

## 収録曲
1. Public Service Announcement
2. My Name Is
3. Guilty Conscience
4. Brain Damage
5. Paul
6. If I Had
7. 97' Bonnie & Clyde
8. Bitch
9. Role Model
10. Lounge
11. My Fault
12. Ken Kaniff
13. Cum On Everybody
14. Rock Bottom
15. Just Don't Give A Fuck
16. Soap
17. As The World Turns
18. I'm Shady
19. Bad Meets Evil
20. Still Don't Give a Fuck